# Stazione di Tarragona
La stazione di Tarragona (in catalano Estació de Tarragona, in spagnolo Estación de Tarragona) è la principale stazione ferroviaria della città spagnola di Tarragona nella regione della Catalogna.

## Storia
La stazione fu aperta il 16 settembre 1856 con l'attivazione della ferrovia Tarragona-Reus da parte della Compañía del Ferrocarril de Tarragona a Reus. Nel 1865 Tarragona fu raggiunta dalla linea proveniente da Valencia e dalla linea per Martorell.